# Francesca Chaouqui
Francesca Immacolata Chaouqui (* 8. Dezember 1981 in San Sosti, Provinz Cosenza) ist eine italienische Lobbyistin, Public-Relations-Spezialistin und Inhaberin einer Agentur. Sie war die einzige Protagonistin der Affäre Vatileaks 2.0 und stand dafür im Vatikanstaat vor Gericht.

## Leben

### Herkunft und berufliche Karriere
Chaouqui ist die Tochter einer Italienerin aus Kalabrien und eines Franzosen marokkanischer Abstammung, hat ihren Vater aber nie kennen gelernt. Sie absolvierte ein Studium der Rechtswissenschaft an der Universität La Sapienza in Rom und wurde bereits mit 22 Jahren von der angesehenen Rechtsanwaltskanzlei Pavia, Ansaldo verpflichtet. Nach etwas mehr als drei Jahren wechselte sie zur römischen Niederlassung der internationalen Rechtsanwaltskanzlei Orrick, deren Öffentlichkeitsarbeit sie übernahm. Von 2013 bis 2014 war sie für die internationale Wirtschaftsprüfungsgesellschaft Ernst & Young tätig.
Zu ihren Förderern zählten der frühere Ministerpräsident Giulio Andreotti und die Gräfin Marisa Pinto Olori del Poggio, eine Frau mit höchstem Einfluss in politischen und kirchlichen Kreisen Italiens. Chaouqui selbst bezeichnet sich als dem Opus Dei nahestehend, verkehrte jedoch auch im Thinktank Vedrò des früheren linksliberalen Ministerpräsidenten Italiens, Enrico Letta.

### COSEA, Vatileaks 2.0
Anfang 2013 wurde Chaouqui von Papst Franziskus in die achtköpfige Wirtschaftsprüfungskommission COSEA berufen, die das Finanzgebaren des Vatikanstaates, seiner Unternehmungen und Stiftungen untersuchen sollte. Sie war die einzige Frau und zugleich mit 31 Jahren das bei weitem jüngste Mitglied der Kommission, was eine Reihe von Spekulationen in der italienischen Presse auslöste. Es wurden zugleich ernsthafte Bedenken ob ihrer Qualifikation geäußert und auf ihre Verehrung des Aufdeckungsjournalisten Gianluigi Nuzzi hingewiesen. Die Kommission arbeitete eine neue Finanzarchitektur für den Vatikanstaat aus und wurde im Frühjahr 2014 wiederum aufgelöst. Im Februar 2015 diskutierte das Kardinalskollegium auf seiner zweitägigen Zusammenkunft in Rom hinter verschlossenen Türen unter anderem über dieses Thema, nachdem die Kardinäle George Pell und Reinhard Marx sowie der Bankier Jean Baptiste de Franssu und der Ökonom Joseph F. X. Zahra Bericht erstattet hatten.
Am 31. Oktober 2015 wurde Chaouqui – angesichts der bevorstehenden Buchveröffentlichungen der investigativen Journalisten Emiliano Fittipaldi und Gianluigi Nuzzi – von der Gendarmerie des Vatikanstaates verhaftet und einem Verhör unterzogen. Ebenso verhaftet und verhört wurde der spanische Prälat Lucio Ángel Vallejo Balda, auch er früheres COSEA-Mitglied. Der Tatvorwurf lautet Verbreitung vertraulicher Informationen und Dokumente, ein Delikt, welches erst im Juni 2013 – in Folge von Vatileaks 1.0 – in das Strafgesetzbuch des Vatikanstaates aufgenommen wurde. Chaouqui beteuerte ihre Unschuld, erklärte sich zur Zusammenarbeit mit den vatikanischen Behörden bereit und wurde zwei Tage später wieder aus der Haft entlassen. Seit 24. November stand sie als Angeklagte vor dem Gerichtshof des Vatikans, gemeinsam mit dem Prälaten Vallejo Balda, den beiden Journalisten Fittipaldi und Nuzzi sowie dem COSEA-Mitarbeiter Nicola Maio. Am 7. Juli 2016 wurde Chaouqui von der zuständigen Strafkammer zu einer zehnmonatigen Gefängnisstrafe verurteilt, diese wurde zur Bewährung ausgesetzt.

## Privates
Chaouqui ist mit dem Informatiker Corrado Lanino verheiratet, der unter anderem für das Istituto per le Opere di Religione und die ebenfalls im Kirchenbesitz befindliche Fondazione Santa Lucia gearbeitet hat. Gut drei Wochen vor Ende des Gerichtsprozesses gebar sie einen Sohn.

## Zitat
„Die wichtigsten Punkte meiner Verteidigung sind, dass ich diese Dokumente nicht übergeben habe. Ich habe nie gegen den Heiligen Vater gehandelt und werde das nie tun. Trotzdem werde ich wie eine Hexe beschrieben - wobei … die Hexenprozesse haben ja auch hier begonnen.“